# 板垣絹子
板垣 絹子（いたがき きぬこ、安政6年5月8日（1859年6月8日） - 昭和13年（1938年）4月13日）は、明治・大正期の女子教育家。実業家。私立帝国女子割烹学校校長、株式会社東京割烹講習会代表取締役、学校法人順心広尾学園の創始者。板垣退助の第4夫人。明治期長崎の教育家・荒木周道の妹。

## 来歴

### 生い立ち
※日付は明治5年まで旧暦

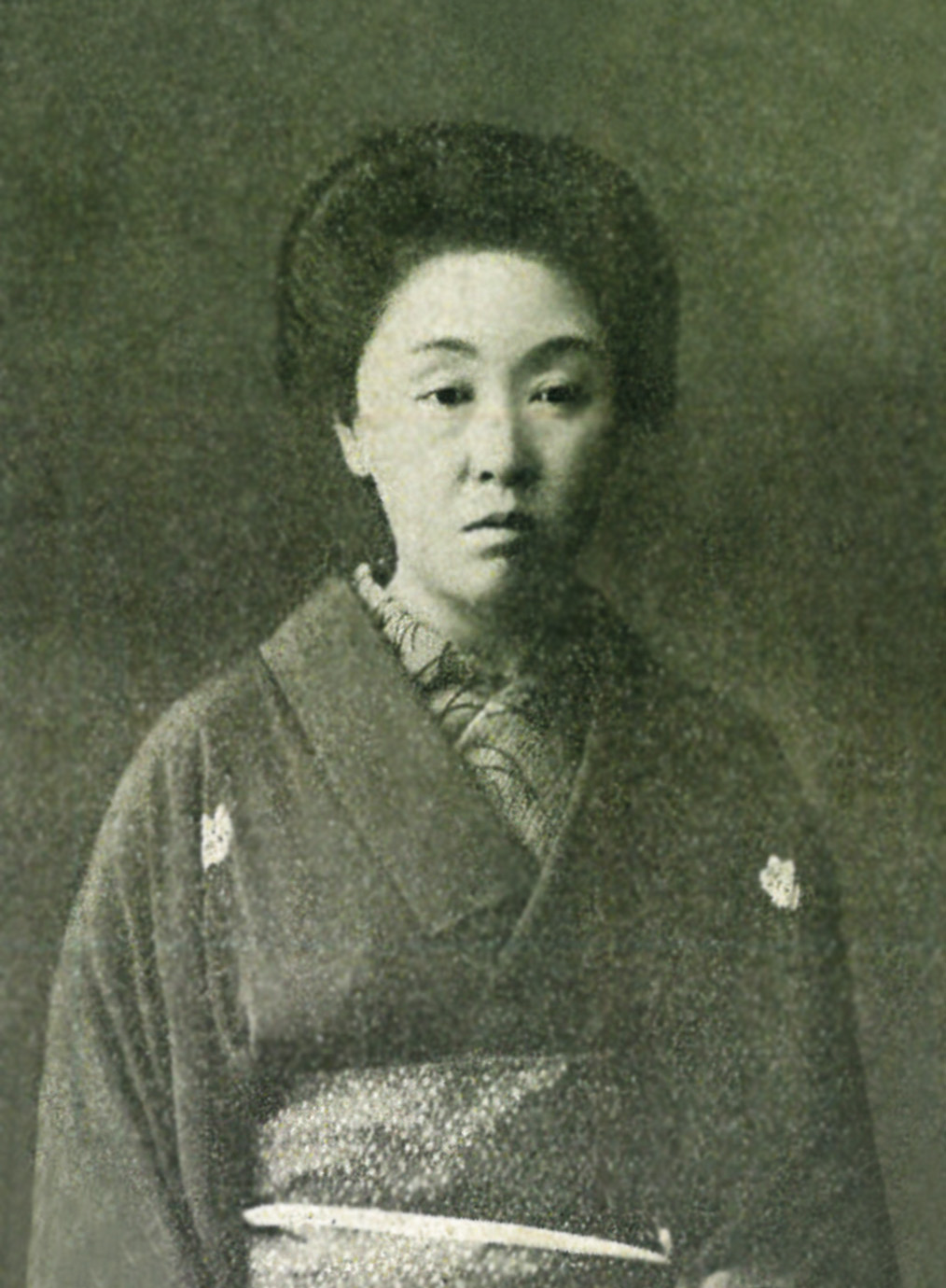
板垣絹子（1915年撮影）
※家紋は夫と同じ土佐桐を用いた

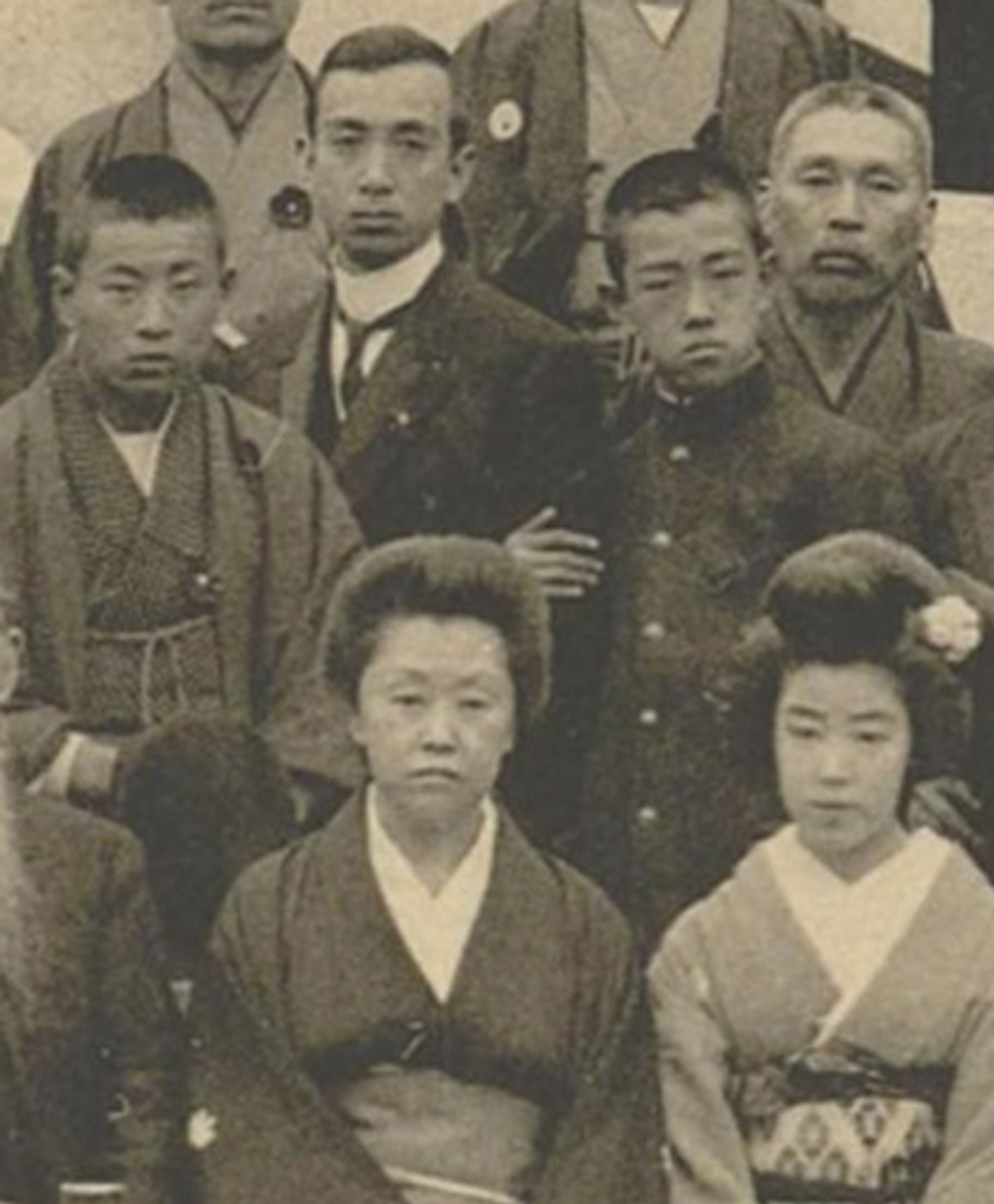
1913年4月19日、東京芝公園での板垣退助像除幕式で撮影された板垣退助家族の写真。(後列左より板垣正実、宮地茂秋、乾六一、乾正士。前列左より板垣絹子、板垣千代子)

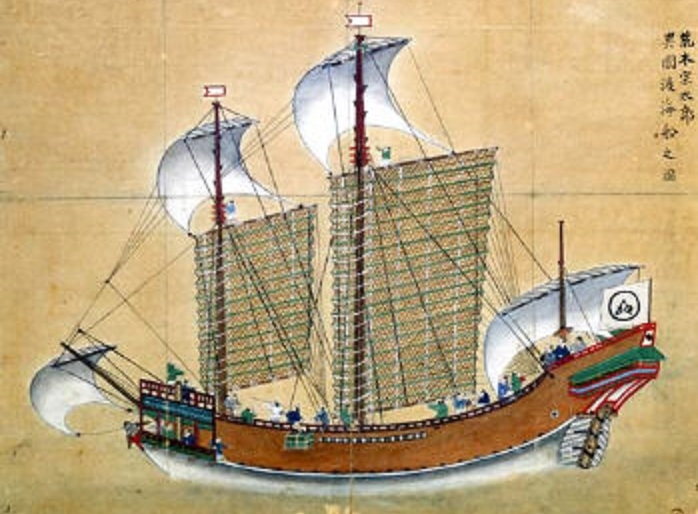
奉納絵馬に描かれた荒木船

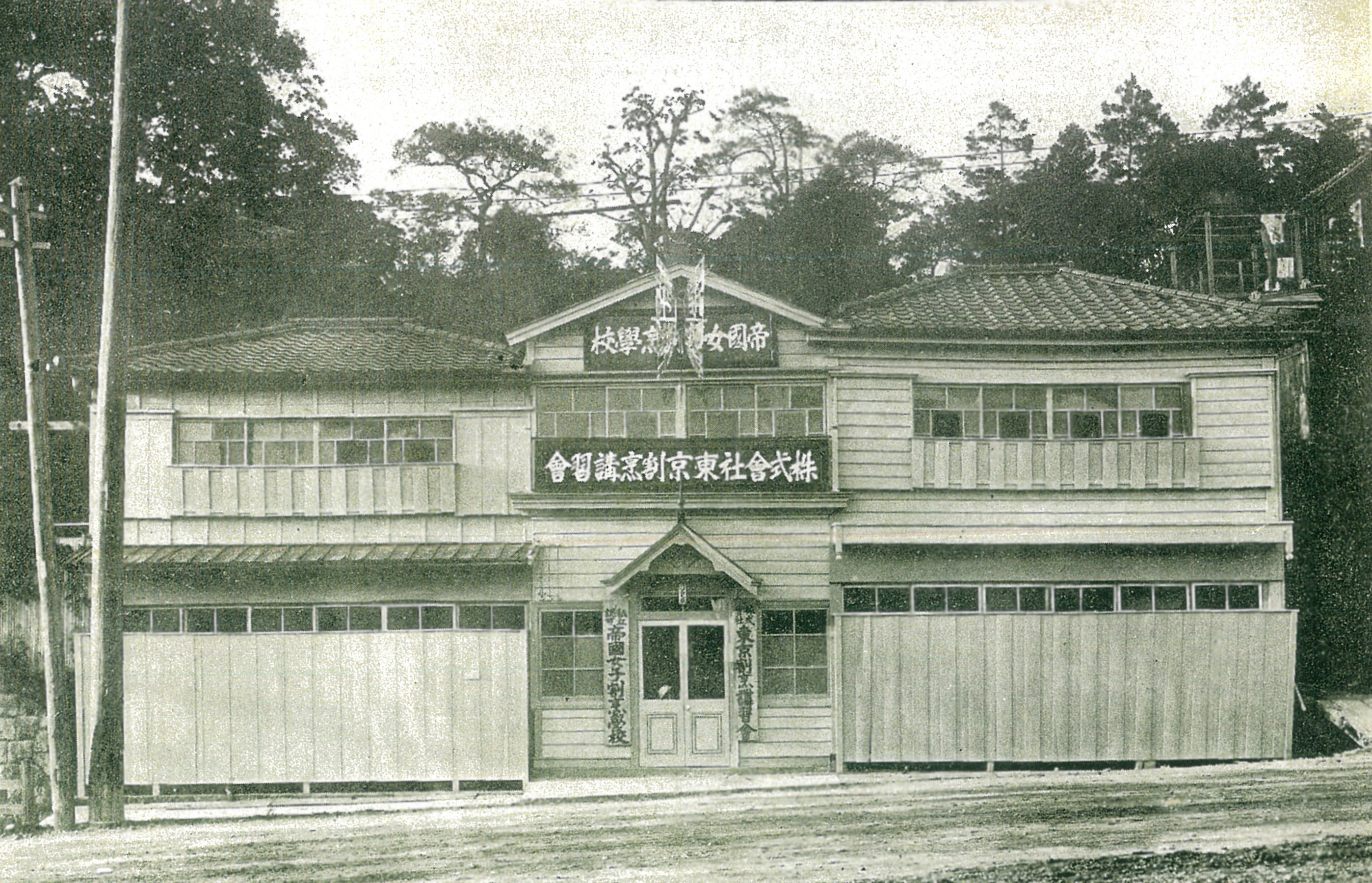
板垣絹子が設立した「帝国女子割烹学校」と
「(株)東京割烹講習会」（東京市本郷区元町）

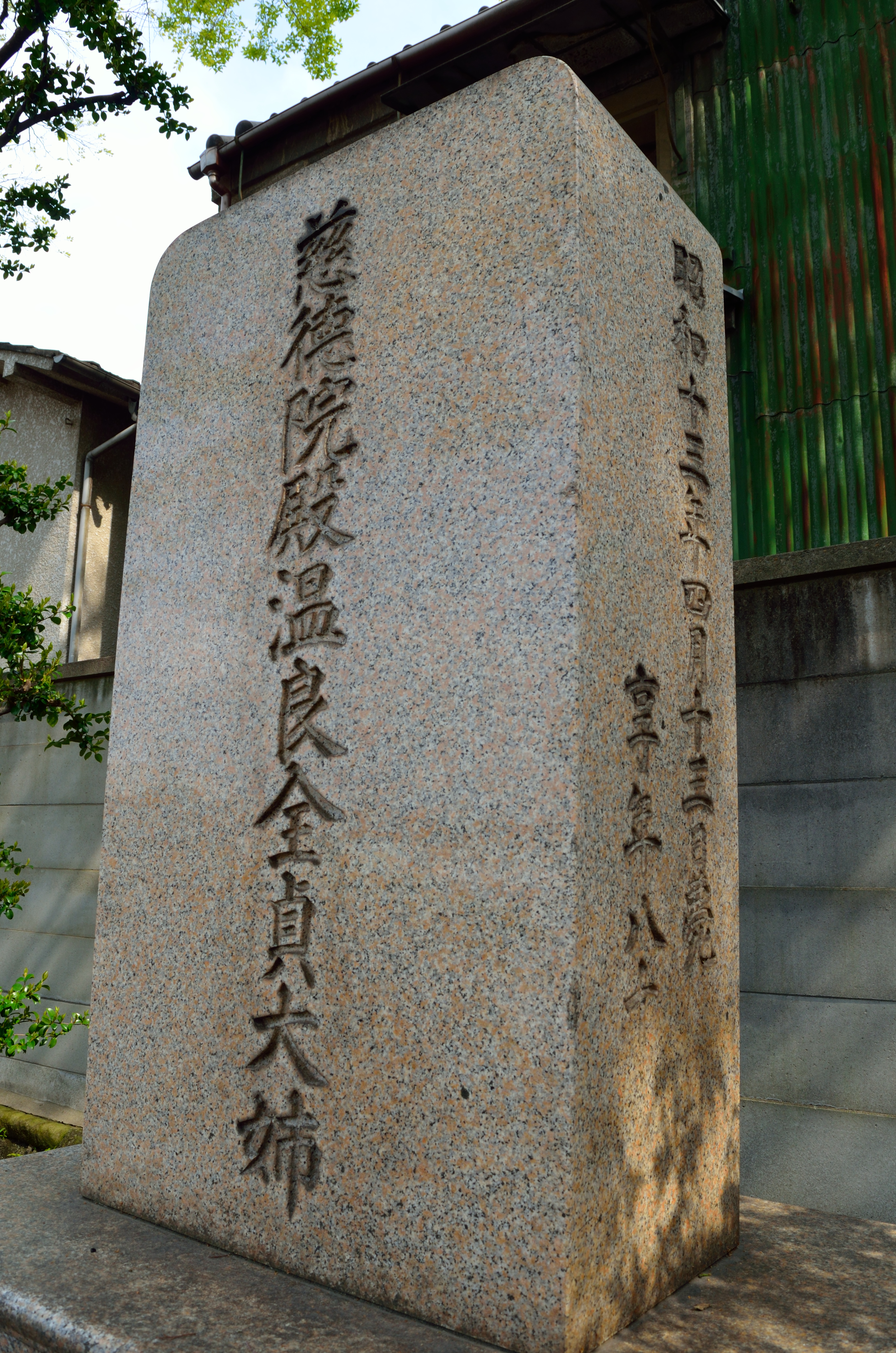
板垣絹子の墓（東京品川の退助墓隣）

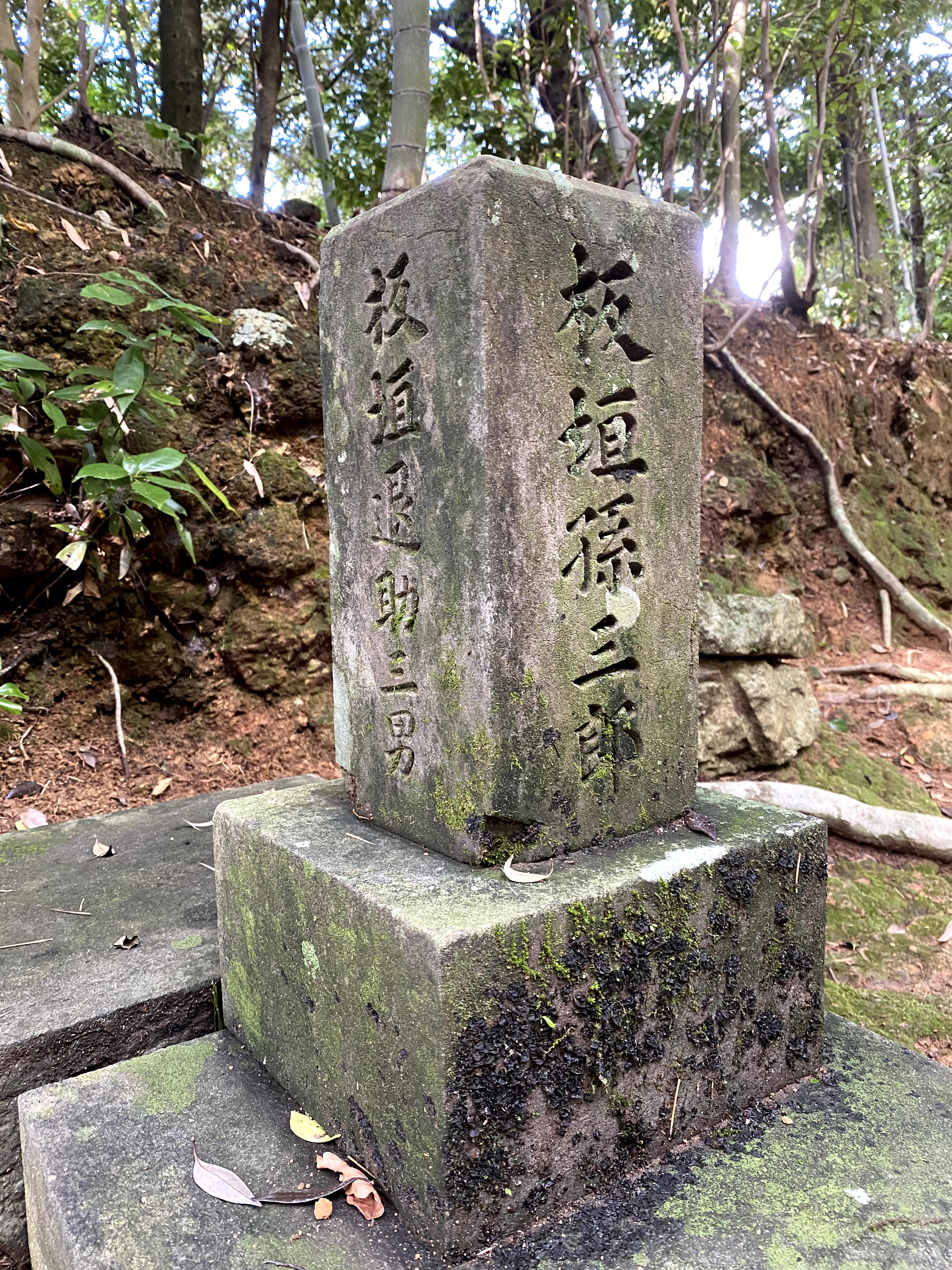
板垣孫三郎の墓（退助三男）
高知板垣山（絹子初産の子）

安政6年5月8日、荒木伊三次の長女として、肥前国彼杵郡下長崎村小島郷恵美須町43番屋敷（現・長崎県長崎市恵美須町附近）に生まれる。荒木家は藤原姓で、先祖は安土桃山時代の朱印船貿易商人・荒木惣右衛門藤原一清と言われる。荒木一清は、もと肥後国熊本の武士で「荒木船」と呼ばれる船団を率いて交易を行い財を成した。元和5年（1619年）安南（ベトナム）に渡航した際、広南国王・阮福源に深く信頼され王女・阮氏玉華姫を娶り帰国した。絹子はその子孫の一人で、荒木家には広南国王から下賜されたと伝わる腕環飾りと貝葉経の仏典が家蔵されていた。荒木家は元禄3年（1690年）以降、3代目・荒木伊太郎好信から幕末の13代目の荒木惣八郎春章まで、西築町の乙名（名主）を務めており、それがために絹子は敬虔な仏教徒として育った。

### 板垣の命を救う
明治16年（1883年）、板垣退助はヨーロッパ視察旅行を終えて帰国したが、高知県土佐郡潮江村新田1番地（現・高知県高知市萩町2丁目2番地附近)の本邸に正室・鈴子を残し子供たちの養育を任せ、翌年、東京で執務を行うため、5月13日、東京府芝区金杉川口町24番地（現・東京都港区芝1丁目附近）に居を構えた。
この頃、絹子は退助と酒宴の席で知り合い、話の中で絹子が安南国王女の末裔であることに興味を示した。板垣は恋愛に自由の気質を待ち、先年ヨーロッパ視察を終えて帰国したばかりであったため、絹子に安南国の話をすると意気投合し、この後、絹子は東京邸に通い同棲することになる。東京邸では板垣は廃刀令後であったが、旧藩時代からの愛刀（二尺三寸）を邸内では常に傍らに置いて離さなかった。
板垣の居室は中二階で、すぐ下の部屋は盆栽が置かれた襖間となっていた。絹子が東京邸で板垣と寝屋を共にしたある晩、凶賊が階下に侵入し板垣が就寝した頃を見計らって、階下より鋭刀で凶行に及んだが、賊は目算を誤り刺した場所は、絹子の寝ている部分で、絹子の右股を傷つけた。しかし、階下からは天井板の隙間、畳の隙間、布団を貫かねば刺すことは容易ではなく、再び賊が刺した刀が一寸強（約4cm）ほど畳から露出したのを見て、絹子は異変を板垣に告げた。板垣は愛刀を抜刀し、階下に降りて賊に反撃した。
絹子の声に飛び起きた警護の中西幸猪、執事の山内一正はこの賊を捕えようと追いかけ一度見失うが、ほどなく警官がこの賊を逮捕している（板垣退助芝金杉邸暗殺未遂事件）。取調に対してこの賊は一週間以上も邸内に潜伏し、板垣の行動様式を観察し、また板垣と来客との密談も諜報していたことが判明している。

### 入籍以降

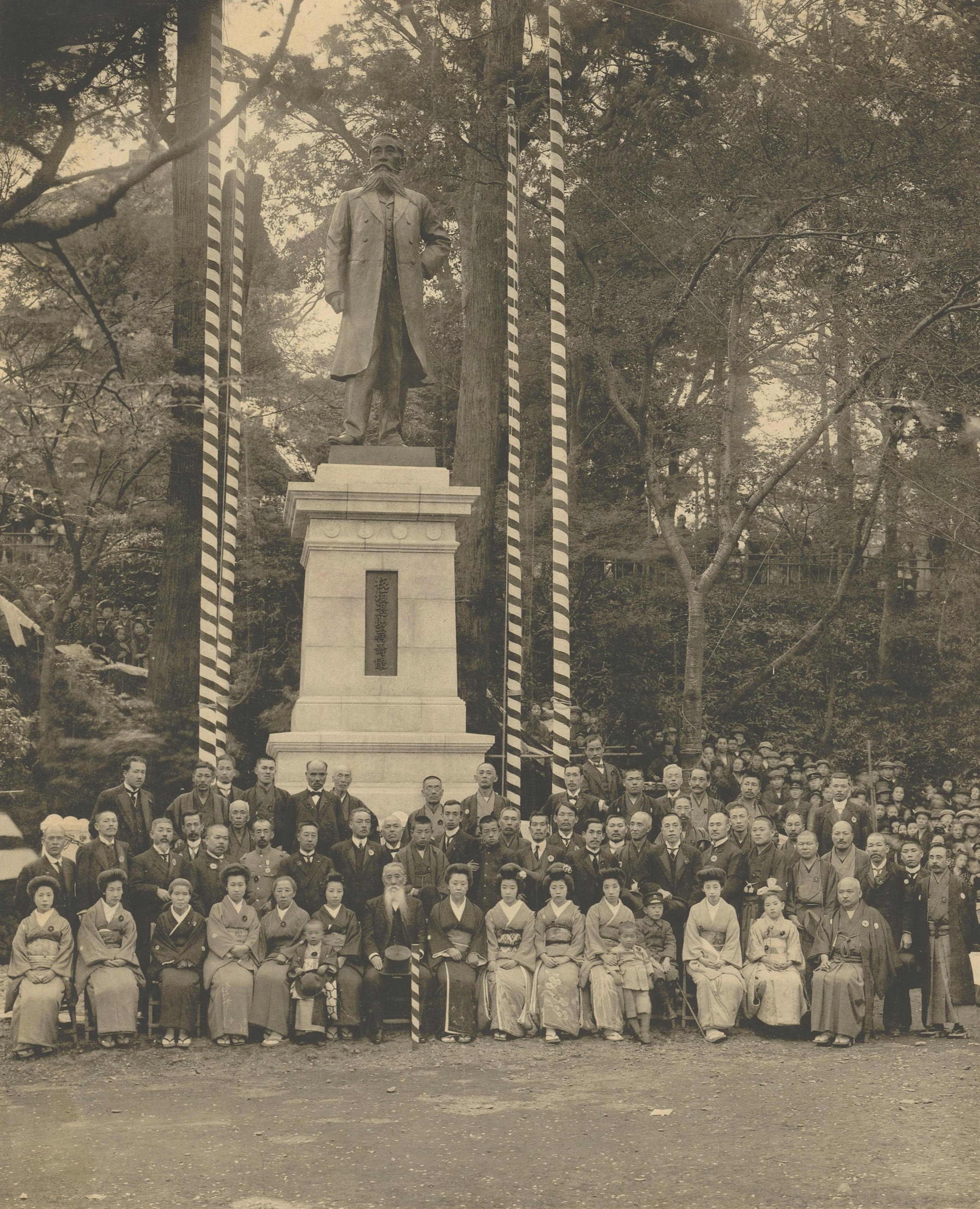
板垣退助寿像（東京・芝公園）前列中央付近より右へ：小川婉子、板垣退助、板垣絹子、千代子、良子。(2列目、退助右後ろより)板垣正実、宮地茂秋、乾六一、2列目左端小川一眞、右端宇田朋猪

芝金杉の暗殺未遂事件の時、機転をきかせて板垣の命を救ったことにより、板垣に気に入られ、明治18年（1885年）1月12日、板垣が高知の潮江新田の本邸に戻ることになると、これに同伴し「雇人」として本邸に同居した。
同年6月28日、板垣の第3夫人・鈴（すず）が46歳で死去。この時、絹子は退助の子を宿しており、10月6日、退助の三男・孫三郎を産む（絹子にとっては第1子）。しかし、翌明治19年（1886年）7月1日、孫三郎が満10ヶ月で夭逝した。
明治22年（1889年）3月6日、前妻・鈴の喪が開けると福岡孝弟の養女となるかたちを経て、板垣と正式に婚姻し正妻（第4夫人）となる。同年4月4日、四男・正實（まさみ）を産む（絹子にとっては第2子）。
- 明治26年（1893年）4月12日、四女・千代子を産む。
- 明治28年（1895年）1月1日、五女・良子を産む。
- 明治30年（1897年）11月14日、五男・六一を産む。
- 明治35年（1902年）6月16日、清浦錬子らと共に監獄内で出産した女囚の子供たちの保育・教育機関「東京女囚携帯乳児保育会」を創設し、100名近い乳児をこの保育会で育てた[7]。その他「女子同情会[注釈 2]」を組織し「女子会」を定期的に開催して女子同士が互いに酒を嗜みながら悩みを相談、愚痴の傾聴などに応じた。
- 明治42年（1909年）10月、大隈重信伯爵、楠本正敏男爵を顧問に迎え、森林太郎、河野正義を評議員として東京市本郷区元町1丁目3番地に、株式会社東京割烹講習会（株式会社形式の私立料理学校）を設立。みずから代表取締役（会長）に就任した[8]。これは当時としては画期的な試みであった[8]。その他、「愛国婦人会」の各評議員を務め女子教育に精力を傾けた。
- 大正4年（1915年）3月5日、五女・良子が哲学者・小山鞆絵と結婚する。
- 大正6年（1917年）、絹子が中心となって「大日本婦人慈善会」を創設し会長となる[1]。
- 大正7年（1918年）
  - 3月、下田歌子を招聘して、東京広尾に順心女学校（現校名：順心広尾学園。所在地：東京都港区南麻布）を創立し女子教育に取り組む[1]。
  - 12月6日、五男・六一が22歳で未婚のまま死亡。
- 大正8年（1919年）7月16日、夫・退助が83歳で薨去。板垣退助は明治維新以降、神道に改宗していたが、絹子が熱心な仏教徒であったため、神葬祭ではなく、葬儀は仏式で行い、以降の板垣家の法要も明治以前の方式である仏式に戻している。
- 大正14年（1925年）5月15日、四男・正實が37歳で未婚のまま死亡。
- 昭和13年（1938年）4月13日、薨去。享年80。法名は絹子の慈善事業の徳を偲ぶ意味で「慈徳院殿温良全貞大姉」と名づけられた。墓は東京品川の東海寺内の高源院（品川神社裏、東京都品川区北品川3-7-15）にあり、退助の墓等と共に昭和53年（1978年）11月22日に品川区の史跡に指定されている。

## 逸話
絹子が女子教育や慈善事業に専念することになったきっかけについて「会津戦争の時に、夫は官軍に加はって転戦を致しましたが、その会津城が兵火の為に愈々陥落すると言う刹那、福島の民衆はこれを観ても全く手を出さず、袖手傍観の態であった、福島は松平氏の城下で、全く官尊民卑の俗が甚しかったからであると申しておりました。此時に初めて自由平等の理を悟り民権主義を唱へられたのです」と懐述している。絹子は、この夫の話を聞き社会の改良運動に取り組んだという。